# Валковский сельсовет (Нижегородская область)
Валковский сельсовет — сельское поселение в Лысковском районе Нижегородской области.
Административный центр — село Валки.

## История
Статус и границы сельского поселения установлены Законом Нижегородской области от 15 июня 2004 года № 60-З «О наделении муниципальных образований — городов, рабочих посёлков и сельсоветов Нижегородской области статусом городского, сельского поселения».
Законом Нижегородской области от 28 августа 2009 года № 145-З сельские поселения Макарьевский сельсовет, Валковский сельсовет, Черномазский сельсовет и Великовский сельсовет объединены в сельское поселение Валковский сельсовет.

## Население
| 2002  | 2010  | 2012  | 2013  | 2014  | 2015  | 2016  |
| ----- | ----- | ----- | ----- | ----- | ----- | ----- |
| 2058  | ↘1908 | ↘1901 | ↘1849 | ↗1861 | ↘1738 | ↘1715 |
| 2017  | 2018  | 2019  | 2020  |       |       |       |
| ↘1677 | ↘1650 | ↘1628 | ↘1562 |       |       |       |

## Состав сельского поселения
| №  | Населённый пункт   | Тип населённого пункта       | Население |
| -- | ------------------ | ---------------------------- | --------- |
| 1  | Богородское        | посёлок                      | →9        |
| 2  | Бор                | посёлок                      | ↘220      |
| 3  | Валки              | село, административный центр | ↘722      |
| 4  | Великовское        | село                         | ↘267      |
| 5  | Верхний Красный Яр | посёлок                      | ↗53       |
| 6  | Керженский         | посёлок                      | ↘17       |
| 7  | Комариха           | село                         | ↘22       |
| 8  | Макарьево          | посёлок                      | ↘178      |
| 9  | Нижний Красный Яр  | село                         | ↘123      |
| 10 | Сельская Маза      | село                         | ↗22       |
| 11 | Хохолевка          | деревня                      | ↘2        |
| 12 | Чёрная Маза        | деревня                      | ↘273      |